# Александър Шпатов
Александър Шпатов е български писател.

## Биография и творчество
Александър Шпатов е роден през 1985 година в София. Завършва Американския колеж и „Право“ в Софийския университет „Свети Климент Охридски“.
След 2005 година публикува няколко сборника с разкази – „Бележки под линия“ (2005), „Разкази под линия“ (2008), „Календар с разкази“ (2011), „#НаЖивоОтСофия“ (2014) и „Том 2.0“ (2015).
За „Бележки под линия“ получава наградата за литературен дебют „Южна пролет“, за „Разкази под линия“ е номиниран за наградата „Хеликон“, получава Наградата за литература на Столичната община за сборника „#НаЖивоОтСофия“ през 2015 г.

## Произведения
- „Бележки под линия“ (2005)
- „Разкази под линия“ (2008)
- „Календар с разкази“ (2011)
- „#НаЖивоОтСофия“ (2014)[2]
- „Том 2.0“ (2015)